# BBC早餐
BBC早餐（英語：BBC Breakfast）是英國廣播公司的一個新聞節目，在BBC One和BBC新聞台播出。其內容包括了新聞，體育，天氣，商務信息和特別報導。節目在英國媒體城製作。BBC早餐在每天的晨間播出，包括週末和公共假日。

## 歷史
1983年1月17日起，《Breakfast Time》（BBC早餐時間）開始播出。1989年10月2日起，改名為《BBC早餐新聞》。2000年10月2日起，改名為《BBC早餐》，2013年1月17日，節目迎來了其播出30週年的紀念。現在BBC早餐是英國收視率最高的晨間新聞節目。2023年6月26日開始，BBC早餐遷入新攝影棚播出。